# Hoot (película)
Hoot (Vecinos al rescate en Hispanoamérica, y Pequeños salvajes en  España) es una película estadounidense de comedia familiar estrenada en 2006 basada en la novela Hoot de Carl Hiaasen. Fue dirigida por Wil Shriner y producida por New Line Cinema y Walden Media. 
La trama describe los intentos de un grupo de niños para salvar un hábitat de lechuzas, el cual un empresario quiere destruir para construir un establecimiento dedicado a la venta de crepas.